# El apóstol (película de 2014)
El apóstol es una película dramática francesa estrenada en 2014, escrita, dirigida y producida por Cheyenne Carron. La película ganó el premio especial de la fundación Capax Dei en el festival Mirabile Dictu de 2014, y su actor protagonista, Fayçal Safi, fue nominado entre las mejores Revelaciones Masculinas en la 40ª ceremonia de los César.

## Argumento
Akim es un joven musulmán que, junto con su hermano Youssef, pretende convertirse en imán. Al mismo tiempo, la hermana de un sacerdote católico de su barrio es asesinada por un vecino. Este sacerdote decide seguir conviviendo con la familia del asesino, ayudándoles. Profundamente conmovido por este acto de caridad, Akim emprende un camino de conversión al cristianismo, que lo enfrentará a su hermano y a toda su comunidad. La película pone de relieve, por un lado, la desestabilización de la familia de Akim tras su conversión y, por otro, los vínculos familiares muy fuertes de esta familia que, a pesar de todo, quiere mantener los vínculos con él.

## Elenco
- Fayçal Safi: Akim
- Brahim Tekfa: Youssef, hermano de Akim
- Sarah Zaher: Hafsa, hermana de Akim
- Salah Sassi: Abdellah, el padre de Akim
- Norah Krief: Maya, la madre de Akim
- Touffik Kerwaz: Rachid, tío e imán de Akim
- Yannick Guérin: el padre Fauré
- Stéphanie Rey: la víctima estrangulada, hermana del padre Fauré
- Nicolas Avinée: Fabien
- Camille Lavabre: Laurence, la esposa de Fabien
- Jean-Louis Belkacemi: Brahim, el converso

## Premios
El Apóstol recibió el premio especial de la fundación Capax Dei en el festival Mirabile Dictu (Vaticano, 2014). También fue seleccionada en el festival de cine francés Rendez-vous du Jeune Cinéma Français (Rusia, 2014), en el Festival de Cine Franco-Árabe (Jordania, 2014) y en el Festival Internacional de Cine de Braunschweig (Alemania, 2014).

## Autoría de la película
El Apóstol rinde homenaje al sacerdote católico del pueblo donde vivió la directora Cheyenne Carron cuando tenía 19 años. Perdió a su hermana, estrangulada por el hijo de sus vecinos, musulmanes de origen marroquí. Pese a ello, el sacerdote quiso quedarse con ellos, porque “su presencia les ayudaba a vivir”. Esta historia inspiró el inicio de la película, en la que el acto de caridad del sacerdote es la base del proceso de conversión del protagonista (Akim). 
Ante las dificultades encontradas para financiar su película y, en particular, la negativa de financiación por parte del Centro Nacional del Cine, Cheyenne Carron decidió ponerse en contacto con diez grandes fortunas francesas para pedirles ayuda económica. Uno de ellos aceptó, cuyo nombre no fue revelado cuando la película se estrenó en cines.
En el contexto del atentado contra Charlie Hebdo a principios de enero de 2015, y a petición de la Dirección General de Seguridad Exterior, dos proyecciones de esta película en Neuilly y Nantes fueron canceladas temporalmente por temor a un atentado.